# David José Alves
David José Alves (Póvoa de Varzim, 18 de julio de 1866-20 de julio de 1924) fue presidente del Partido Regenerador durante la monarquía constitucional en los comicios del 10 de septiembre de 1893, reconocido su carácter durante la crisis política debido a la tragedia de 1892 en la que murieron centenares de pescadores a lo largo de la playa. David Alves, como independiente, une a progresistas y regeneradores en el apoyo a la reelección del diputado Alberto Pimentel.
David Alves fue conocido por modificar su ciudad natal, para convertirla en una estancia de baño permanente y desarrollar otros servicios.